# Флэмынзи
Флэмынзи (рум. Flămânzi) — город в Румынии в составе жудеца Ботошани.

## История
Селение упоминается ещё в документе 1605 года.
В 1907 году в селении Флэмынзи началось Крестьянское восстание в Румынии 1907 года.
В 2004 году селения Флэмынзи, Николя-Бэлческу и Пояна были объединены в город Флэмынзи.